# كباجي
الكباجي هو طبق عربي تقليدي، يرجع للمطبخ القطيفي، يُعد من الحلويات الشرقية التي تمتاز بسهولة تحضيرها، حيث إنَّ مكوناتها متواجدة في كل بيت وفي جميع الأسواق، لا يُعرَف بالضبط تاريخ تطورها، ولكن يُرجَّح أنها تعود لفترة بين القرن الرابع عشر أو الخامس عشر.

## المقادير
- طحين
- ملعقة خميرة
- ملعقة كأس زيت أو سمن
- ملعقة صغيرة ذرور الخبز
- ملعقة صغيرة زعفران
- ماء للعجن
- فنجان سكر
- بيضة
- زيت للقلي
- مسحوق سكر للتزيين
- وقد يُضاف الحليب أو الزبدة أو الفانيلا
- وقد يُُضاف الجبن أيضًا

## التحضير
1. يُخلَط الطحين والسكر والزعفران والخميرة وذرور الخبز.
2. يُضاف الفانيلا أو الحليب أو الزبدة، ويجب أن يكون دافئًا، لا حار ولا بارد.
3. الخلط مرة ثانية حتى تتكون العجينة.
4. تُترَك للتخمر لمدة ساعة.
5. تُشكَّل العجينة بصورة هلالية عريضة، ويُحشى حسب الرغبة (غالبًا بالجبن).
6. يُقلى في زيت، ويُقلب حتى يحمر.
7. وأخيرًا بعد إخراج الكباجي من الزيت، يُرش بمسحوق السكر للتزيين حسب الرغبة.

## المعلومات الغذائية
تحتوي حصة الكباجي (240 غرام تقريبًا) بحسب موقع شهية، على المعلومات الغذائية التالية:
- السعرات الحرارية: 462
- الدهون: 2
- الدهون المشبعة: 1
- الكولسترول: 4
- السكريات: 99
- البروتينات: 10

مع العلم أن هذه الوصفة تحتوي على اللبن والزبادي.

## معرض

كباجي مُزيَّن
كباجي محشو بالجبن